# Assab
Assab ili  Aseb (tigrinjski: ዓሰብ, arapski: مصوععصب) je grad na obali Crvenog mora u Eritreji. Assab je poznat po svojoj tržnici i plažama, posjeduje međunarodnu zračnu luku te refineriju nafte koja je zatvorena 1997. godine iz ekonomskih razloga. U blizini je lokalitet drevnog grada Arsinoea. Talijanska tvrtka Rubattino Shipping Company je 1869. godine počela koristiti luku Assab za utovar ugljena. Lučka postrojenja znatno su proširena u ranim 1990-im, s izgradnjom novog terminala, ali trgovina s Etiopijom je prekinuta 1998. godine kao posljedica Eritrejsko-etiopskog rata.

## Zemljopis
Grad se nalazi u južnom dijelu Eritreje na obali Crvenog mora. Administrativno pripada distriktu Južna Denkalya i Južnoj crvenomorskoj regiji čije je i središte. 
Grad ima jako vruću klimu u ljetnim mjesecima, temperature mogu dostići velikih 54 °C u srpnju i kolovozu.

## Stanovništvo
Prema podacima iz 2012. godine u gradu živi 101.284 stanovnika, dok je prema podacima iz 1989. godine imao 39.600 stanovnika.